# Pedro Afonso, conde de Barcelos
Pedro Afonso de Portugal, 3.º Conde de Barcelos ou simplesmente Pedro de Barcelos como é internacionalmente conhecido (1287 - Lalim, entre 2 de fevereiro e 5 de julho de 1354) foi, segundo algumas fontes, o primeiro filho natural de D. Dinis e de D. Grácia Anes Froes. Poeta e trovador como seu pai, teve um papel de relevo na vida política e sobretudo cultural do seu tempo, a ele se ficando a dever uma boa parte dos mais importantes textos da literatura medieval portuguesa.

## Biografia
O nome de Pedro Afonso surge pela primeira vez a 10 de Dezembro de 1289, na carta de doação de bens localizados em Estremoz que o pai lhe fez em Évora. Recebeu de D. Dinis I vários bens em Estremoz, Évoramonte, Sintra e Tavira, bem com a terra de Gestaçô e, em 1314, da vila de Barcelos, juntamente com o título de conde de Barcelos.
Acompanhou seu pai e a rainha Santa Isabel a Aragão (1304) quando o rei de Portugal foi chamado a mediar o conflito entre Fernando IV de Castela e Jaime II de Aragão.

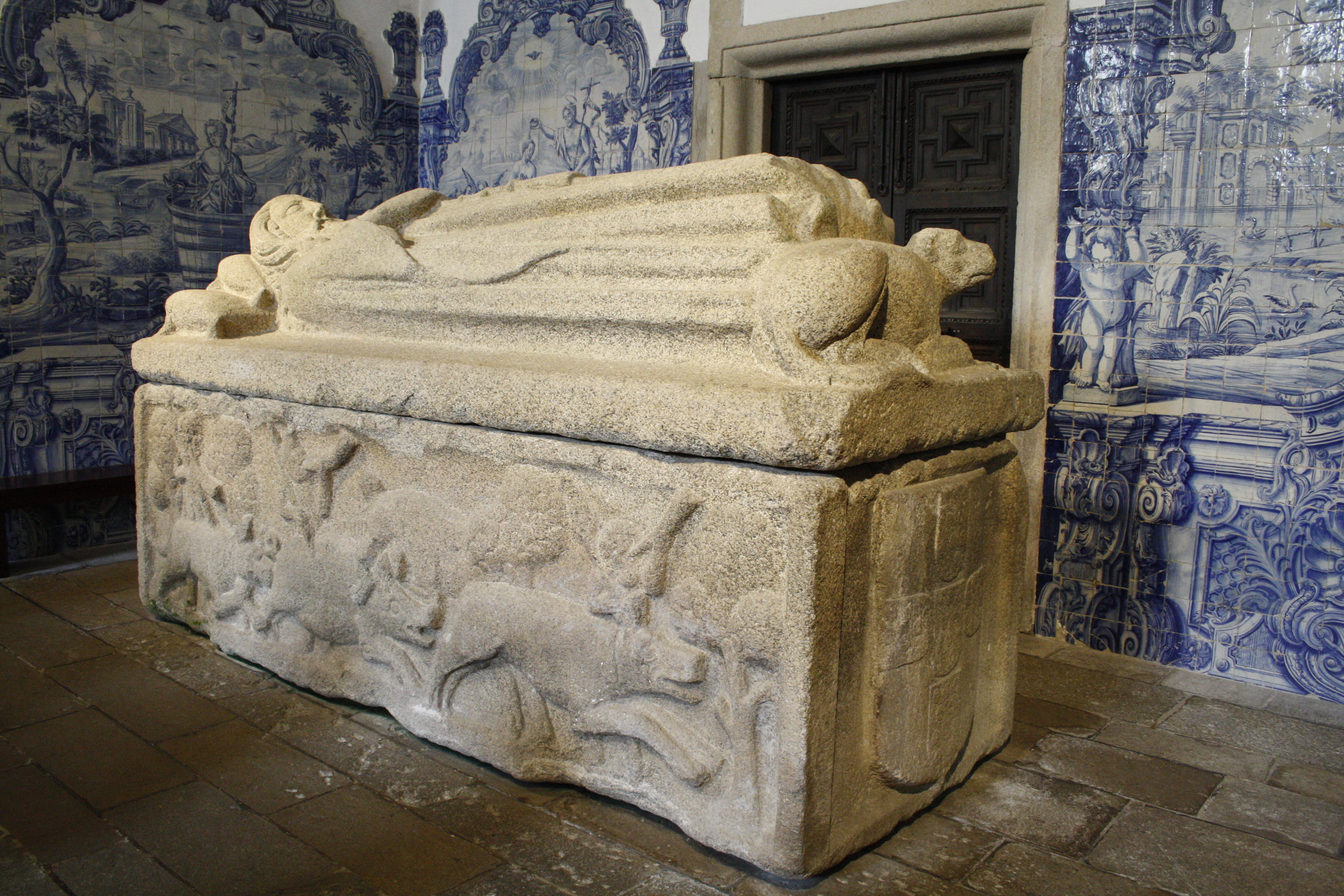
O túmulo de Pedro Afonso de Portugal, conde de Barcelos, tem uma cena de caça a javalis com cães.

Em 1307 foi nomeado mordomo-mor da então infanta Beatriz de Castela, mulher do futuro Afonso IV de Portugal, e em 1315 é nomeado Alferes-mor.
O seu primeiro e breve casamento (cerca de 1300) com D. Branca Pires de Sousa (nascida Branca Pires de Aboim), herdeira de grande parte da fortuna dos Sousa, tornou-o, à sua morte (1305 ou 1307), um dos homens mais ricos do reino. Esse estatuto foi consolidado com o segundo casamento (entre Outubro de 1308 e Janeiro de 1309), promovido por D. Dinis I e a rainha D. Isabel junto dos reis de Aragão, com a aragonesa D. Maria Ximenes Coronel (filha de Pedro Cornell e de D. Urraca Artal de Luna), de quem no entanto se separaria a curto prazo, por desentendimentos vários. Viveu o resto da sua vida com D. Teresa Anes de Toledo (†1350), sua concubina e dama da casa da rainha Beatriz de Castela, não tendo tido descendência.
Nas dissensões entre D. Dinis I, o príncipe herdeiro Afonso e os irmãos Afonso Sanches (por quem foi designado herdeiro do senhorio de Albuquerque em 1308 e 1310) e João Afonso, procurou manter-se em difícil equilíbrio.
Exilado em Castela em 1317 por motivos relacionados com o conflito que opôs D. Dinis ao príncipe herdeiro D. Afonso, tomou contacto com as actividades culturais da corte castelhana, que prolongava o intenso labor do seu bisavô Afonso X de Castela, o Sábio.
Regressado do exílio em 1322 a pedido do infante D. Afonso, envolveu-se na guerra civil ao lado do príncipe herdeiro, quem lhe confiou a protecção da mulher, Beatriz. Finalmente retomou a posse de todos os seus bens (1324), que lhe tinham sido confiscados, após ter procurado estabelecer a concórdia entre as partes em conflito, apoiando os esforços da Rainha Santa. Pouco depois da morte de seu pai (1325), afastou-se gradualmente da corte do meio-irmão, com quem entra em dissidência (muito embora tenha sido escolhido por Afons IV como embaixador junto de Afonso XI de Castela aquando do conflito de 1336-1339, tendo Pedro Afonso participado a seu lado na Batalha do Salado em 1340). Refugiou-se nos seus paços de Lalim, que transformou num centro cultural importante. É daí que está datado o seu testamento (Março de 1350) e onde morreu, em 1354. Jaz sepultado no Mosteiro de São João de Tarouca, em um túmulo com jacente decorado nas laterais com cenas de caça ao javali com cavalos e com cães provavelmente do tipo Alão.

## Legado
O legado cultural do Conde de Barcelos é um dos mais importantes da Idade Média peninsular. D. Pedro foi certamente o compilador (ou pelo menos o último compilador) das cantigas dos trovadores galego-portugueses. No seu testamento deixa um Livro de Cantigas ao seu sobrinho, Afonso XI de Castela, que se pensa ser o arquétipo dos cancioneiros manuscritos que chegaram até nós; esse cancioneiro nunca chegou à posse de Afonso XI e não se sabe do seu paradeiro. Excelente trovador, D. Pedro deixou quatro cantigas de amor e seis cantigas de escárnio, onde o humor (com a malícia característica do género) se alia a um notável sentido rímico e musical.
De Lalim teriam ainda saído duas outras obras fundamentais da história e cultura portuguesas. Uma é o chamado Livro de Linhagens do Conde D. Pedro (1340-1344), uma recompilação da genealogia das principais famílias nobres de Portugal inseridas no contexto hispano e universal. A outra obra devida ao conde é a Crónica Geral de Espanha de 1344, uma crónica histórica em que é descrita a história dos vários reinos hispanos e da Reconquista, enfatizando-se o papel dos reis portugueses na cruzada contra o islão. Os dois livros são de alta qualidade narrativa e representam pontos altos da prosa medieval portuguesa.
O reconhecimento da qualidade da obra de D. Pedro na Idade Média é evidenciado pelo facto de que tanto o Livro de Linhages como a Crónica sofreram vários acrescentos posteriores em Portugal e foram traduzidas várias vezes ao castelhano. Até os dias de hoje os pesquisadores continuam estudando a obra do conde tanto pelos dados historiográficos como pelo seu nível narrativo.